# Улица Валентины Терешковой (Липецк)

Путепровод над Каменным логом

У́лица Валенти́ны Терешко́вой — крупная магистраль в Советском округе города Липецка. Проходит от улицы Гагарина до площади Победы. Пересекает улицу Космонавтов. К улице Терешковой примыкают улицы Циолковского (к чётной стороне) и 8 Марта (к нечётной стороне).
Названа 2 августа 1963 года в честь первой в мире женщины-космонавта В. В. Терешковой. В районе вокзала, где находилось лётное поле, названия улицам давались в честь воздушного флота страны.

## История
Проект магистрали, которая бы соединила будущую площадь Победы и железнодорожный вокзал Липецк, появился ещё в 1950-х года — до появления генплана. Основной участок создавался как парадная магистраль к вокзалу, который расположен в створе улицы Терешковой на улице Гагарина, 106. 1-й и 2-й микрорайоны вдоль улицы застроены пятиэтажными хрущёвками.
Вдоль нечётной стороны улицы ещё в 1950-х годах существовал военный аэродром. На доводы о том, что он не должен находиться в центре города и лучше это место застроить жильём, военное ведомство не реагировало. Однако позже вдоль улицы Гагарина городу все же удалось получить 100 метров, которые военные разрешили застроить двухэтажными домами. Однако городские власти условия нарушили и возвели пятиэтажки. В итоге в 1962 году аэродром полностью отдали под застройку, где возник 5-й микрорайон под военный городок.
В 1969 году через урочище Каменный лог, в котором протекает река Липовка, был возведён путепровод. Он соединил два крутых берега реки. В перспективе планируется реконструкция моста.
19 октября 1974 года открыт дворец спорта «Звёздный» с искусственным льдом (дом № 13). Перед ним создали фонтан.
В начале XXI века построили жилой дом на улице Терешковой, 13б, по проекту архитектора Е. А. Попова.
В 2004 году на углу улиц Терешковой и 8-го Марта (у дома № 17 по последней) начали строить жилой дом. Но когда жильцы узнали, что он заслонит окна их хрущёвок, они подали на застройщика в суд. В итоге стройка остановилась на третьем этаже. Суд решил, что в 2005 году здание должно быть снесено за счет застройщика — корпорации «Твой дом». Но тот обанкротился, и недостроенный дом простоял до сентября 2008 года, когда его начали сносить.
Дома по нечётной стороне улицы расположены в 1-м и 5-м микрорайонах. Дома по чётной стороне расположены во 2-м, 4-м, 7-м и 14-м микрорайонах города.

## Адреса
Кроме объектов и учреждений, информация о которых приведена выше, улица Терешковой насыщена различными предприятиями торговли, образования, здравоохранения, бытового обслуживания, связи, спортивными и развлекательными объектами. В значительной степени они расположены на нижних этажах жилых зданий.
- 6а — детский сад
- 13 — дворец спорта «Звёздный»
- 23 — начальная школа № 76
- 35а — липецкий филиал ОАО «Центртелеком» (телевидение, электросвязь)

У пересечения с улицей Циолковского — на месте бывшей автобусной стоянки — возведён крупный торгово-развлекательный центр «Малибу».

## Транспорт
На участке от улицы Циолковского до Центрального рынка по чётной стороне проложена трамвайная линия (маршруты № 1 и 2). У поворота на улицу Циолковского пути идут по насыпи. Обособленные от автомобильного движения трамвайные пути занимают почти половину ширины путепровода над Каменным логом.
На всем протяжении улицы Терешковой ранее ходили троллейбусы и ныне проходят многие автобусные маршруты.
- К домам начала улицы — авт. 1, 2, 9т, 11, 12, 17, 24, 35, 36, 37, 40, 40а, 179, 317, 323, 324, 347, 359, 378 ост.: «Железнодорожный вокзал».
- К домам середины улицы — авт. 1, 2, 2т, 9т, 12, 17, 35, 36, 37, 40, 40а, 179, 300, 306, 317, 322, 323, 325, 345, 346, 347, 359, 378 ост.: «Ул. Терешковой».
- К домам конца улицы — трам. 1, 2, авт. 332, 343, ост.: «Каменный лог»; авт. 1, 2, 2т, 9т, 12, 17, 35, 36, 37, 40, 40а, 179, 300, 317, 323, 347 ост.: «7-й микрорайон».